# 정광화
정광화(鄭光和, 1948년 ~ )는 대한민국의 물리학자이다. 대한여성과학기술인회 회장, 한국표준과학연구원 원장, 한국진공학회, 한국기초과학지원연구원 원장을 역임했다.
전 국회부의장 정성태의 딸이다.

## 학업
1966년 서울대학교 물리학과에 입학하여 졸업하였다. 미국으로 유학하여 피츠버그 대학교에서 물리학을 전공하여 박사 학위를 받았다. 유학 중에 같은 물리학자인 정규수와 결혼하였다.

## 경력
미국에서 학업을 이어가던 중 1978년 최초의 여성 해외 유치 과학자로서 한국표준과학원에 자리를 잡았다. 이후 정광화는 과학계 여러 자리에서 "최초의 여성"을 기록하게 된다.
정광화는 대한여성과학기술인회를 만드는데도 적극 참여하였다. 그는 한 인터뷰에서 그 계기를 1993년의 여성지도자 신년하례식으로 꼽았다.
1993년 초 …… 여성지도자 신년하례식에 참가했는데 …… 여성과학자는 저와 오세화 박사님 두 사람 뿐이었어요. 이날 모임을 마치고 나오면서 ‘여성단체에서도 여성 과학자는 소외되고 있구나’ 하는 느낌을 받았고……— 위셋과의 인터뷰

1978년부터 대덕연구단지에서 연구하던 정광화와 오세화는 이후 10여년 동안 여성 후배가 거의 없는 상황에서 근무하였다. 대한여성과학기술인회를 세우던 1993년 무렵 대덕연구단지에는 400여 명의 여성과학기술인이 있었으나 대부분 비정규직이었고 남성 위주의 문화로 인해 차별을 겪었다. 과학자면 의례 남자라는 생각 때문에 여성인 자신이 받으면 비서인 줄 알고 대뜸 반말을 한다거나 돌아가며 맡는 부장 자리도 여성은 지도력이 없다며 임명하지 않는 것과 같은 일이 비일비재 하였다. 이는 나중에 한국표준과학원 원장 진출에서도 "경력부족"이라는 장애로 작용한다.
여성과학기술인회의 1대 및 2대 회장은 오세화가 역임하였고 정광화는 한국표준과학원에서 압력진공연구실장, 진공기술기반사업단장 등의 역할을 하면서 2000년 대한여성과학기술인회의 회장으로 취임하여 3대 및 4대 회장으로 역임하였다. 처음 여성과학기술인회를 만들었을 때는 주위의 남성 과학자로부터 "과학에 무슨 남성 과학, 여성 과학이 따로 있냐"는 소리를 들었다고 한다. 정광화는 회장으로 있으면서 2002년 〈여성과학기술인 육성 및 지원에 관한 법〉 재정을 이끌어 내는데 공헌하였다.
2005년 여성 최초로 한국표준과학연구원의 원장으로 취임하여 2008년까지 역임하였다. 원장으로 재직하는 동안 국제표준기구에 열음극 이온 진공게이지 사양과 진공 밸브 시험 절차를 제안하여 표준으로 등록하였다. 퇴임 후인 2009년 충남대 분석과학기술대학원 원장이 되었다.
2013년 기초과학지원연구원은 정권 교체기를 맞아 새로운 원장 선임에서 잡음이 있었다. 첫번째 공모에서 선정된 3배수의 후보를 감독기관인 국가과학기술연구회가 적임자가 없다며 최종 선정하지 않아 다시 후보를 물색할 처지에 놓이게 된 것이다. 항간에는 "특정 인사 관련설"이 돌기도 하였다. 2차 공모에서 정광화가 원장으로 취임하여 2016년까지 역임하였다. 그는 기초과학지원연구원의 주요 보직 성비를 남녀 50:50으로 하는 등 여성 차별 해소를 위해 노력하였다. 정광화가 원장으로 있던 2014년 기초과학지원연구원은 포항가속기연구소와 협약식을 맺고 AP-XPS 빔라인을 공동 건설하기로 하였다. AP-XPS 빔라인은 2018년 현재 건설중이다. 2015년에는 UAE로부터 국제 공동 연구 과제를 수주 받기도 하였다.

## 수상
- 2008년 올해의 여성과학기술인상[17]